# Landschaftsschutzgebiet Offenland um die Hauptsiedlungsachse Velmede bis Nuttlar

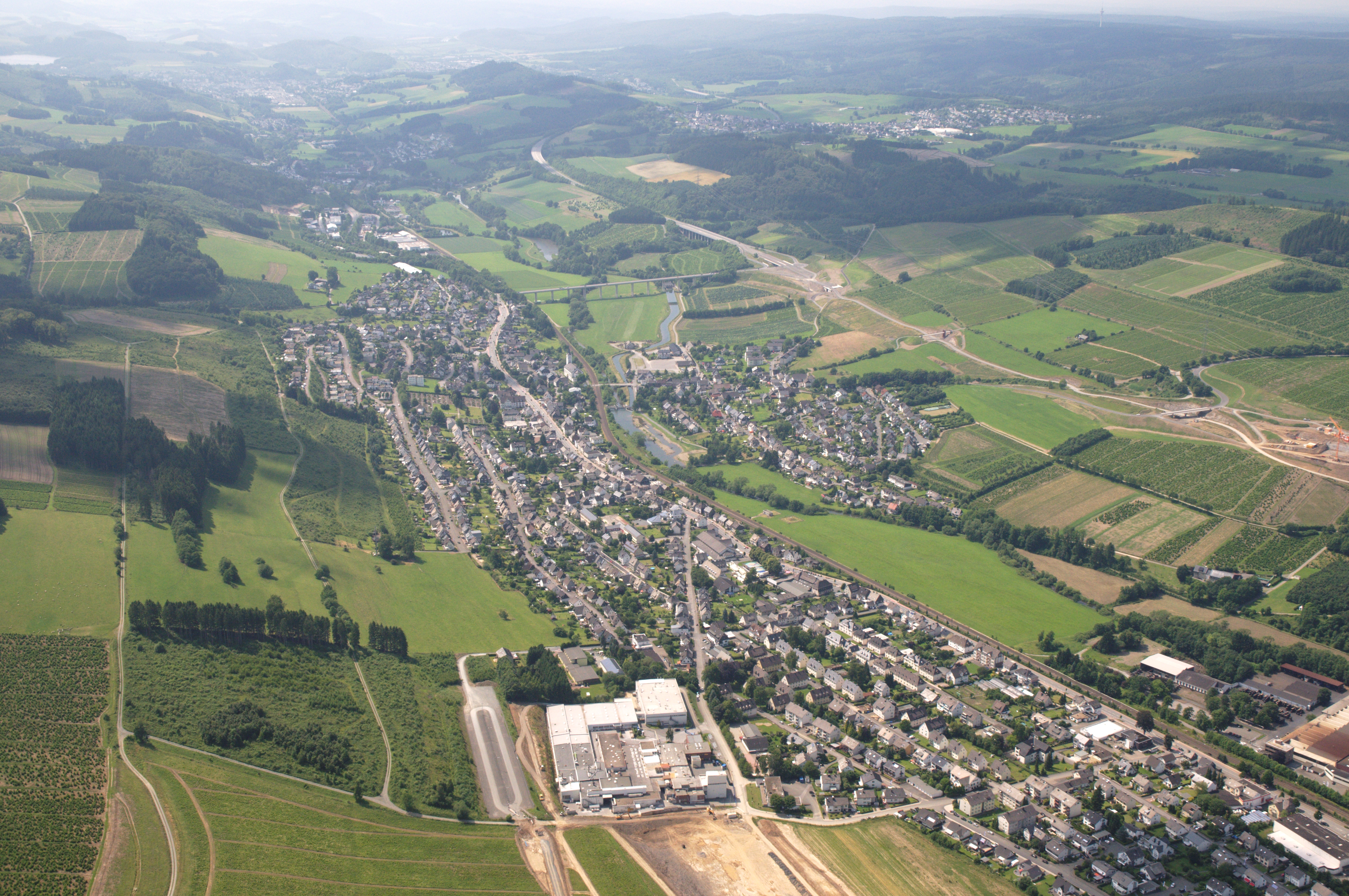
Teilfläche des Landschaftsschutzgebietes Offenland um die Hauptsiedlungsachse Velmede bis Nuttlar schräg links von Fabrikgebäude in Vordergrund

Das Landschaftsschutzgebiet Offenland um die Hauptsiedlungsachse Velmede bis Nuttlar mit 200,92 ha liegt im Ruhrtal und im Gemeindegebiet von Bestwig im Hochsauerlandkreis. Das Gebiet wurde 2008 mit dem Landschaftsplan Bestwig durch den Kreistag des Hochsauerlandkreises als Landschaftsschutzgebiet (LSG) ausgewiesen. Das LSG ist eines von 17 Landschaftsschutzgebieten in der Gemeinde Bestwig. In der Gemeinde gibt es ein Landschaftsschutzgebiet vom Typ A, zehn Landschaftsschutzgebiete vom Typ B und sechs Landschaftsschutzgebiete vom Typ C. Das Landschaftsschutzgebiet Offenland um die Hauptsiedlungsachse Velmede bis Nuttlar wurde als LSG vom Typ B, Ortsrandlagen, Landschaftscharakter im Gemeindegebiet von Bestwig, ausgewiesen. Das LSG besteht aus zwölf Teilflächen, welche verstreut im Ruhrtal liegen. Die LSG-Teilflächen liegen direkt an den Siedlungsrändern. Nur die Teilfläche östlich von Nuttlar hat eine größere Fläche.

## Schutzzweck
Die Ausweisung erfolgte zur Sicherung der Vielfalt und Eigenart der Landschaft im Nahbereich der Ortslagen und der alten landwirtschaftlichen Vorranggebiete durch Offenhaltung.

## Rechtliche Vorschriften
Wie in den anderen Landschaftsschutzgebieten vom Typ B in Bestwig besteht im LSG ein Verbot der Erstaufforstung und Weihnachtsbaum-, Schmuckreisig- und Baumschul-Kulturen anzulegen. Wie in allen Landschaftsplangebieten vom Typ B besteht das Gebot, das LSG durch landwirtschaftliche Nutzung oder durch Pflegemaßnahmen von einer Bewaldung freizuhalten.